# Crapatalus novaezelandiae
Crapatalus novaezelandiae är en fiskart som beskrevs av Günther, 1861. Crapatalus novaezelandiae ingår i släktet Crapatalus och familjen Leptoscopidae. Inga underarter finns listade i Catalogue of Life.